# Quietrevolution-windturbine

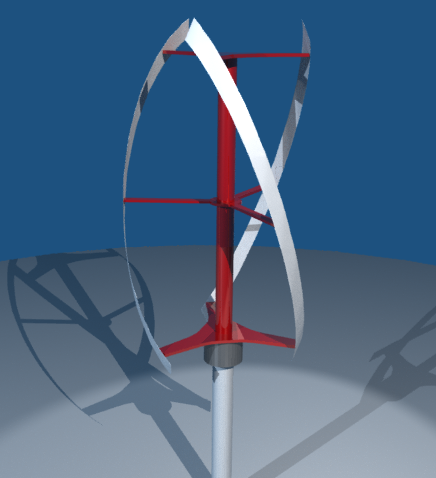
Visualisatie van de Quietrevolution turbine (virtueel model)

De Quietrevolution is een verticale-aswindturbine (VAWT) gebaseerd op het Gorlov Helical Turbine/Darrieus-ontwerp.

## Werking
De drie verticale aerodynamische vleugels hebben een spiraalvormige draai van 60 graden vergelijkbaar met de waterturbines van Gorlov. Aangezien de wind rond elk blad aan zowel de windwaartse als aan de lijzijde kant van de turbine trekt, spreidt deze eigenschap de torsie evenredig over de volledige draaiing uit. Hiermee worden ook de vernietigende trillingen zoals die bij de giromill met rechte bladen voorkomt verhinderd. 

## Afmetingen
De turbine van 6 kW meet 3,0 meter in diameter bij een hoogte van 5 meter. Een model van 2,5 kW is in ontwikkeling. Door zijn afmetingen valt hij onder de mini-windturbine.